# New York, New York
New York, New York és una pel·lícula de drama musical romàntic estatunidenca de 1977 dirigida per Martin Scorsese a partir d'un guió d'⁣Earl Mac Rauch i Mardik Martin, basada en una història de Rauch. Es tracta d'un homenatge musical, amb cançons de John Kander i Fred Ebb, així com estàndards de jazz, a la ciutat natal de Scorsese, la ciutat de Nova York, i protagonitzat per Liza Minnelli i Robert De Niro com a parella de músics i amants. La història tracta "d'un saxofonista de jazz (De Niro) i d'un cantant de pop (Minnelli) que s'enamoren bojament i es casen"; tanmateix, "la personalitat escandalosament volàtil del saxofonista posa una tensió contínua a la seva relació, i després de tenir un nadó, el seu matrimoni s'enfonsa", tot i que les seves carreres es desenvolupen en camins separats. La pel·lícula va significar l'última vegada que l'actor Jack Haley va aparèixer a la pantalla. Ha estat doblada al català.

## Repartiment
- Liza Minnelli.... Francine Evans
- Robert De Niro.... Jimmy Doyle
- Lionel Stander.... Tony Harwell
- Barry Primus.... Paul Wilson
- Mary Kay Place.... Bernice Bennett
- Georgie Auld.... Frankie Harte
- George Memmoli.... Nicky
- Murray Moston.... Horace Morris
- Lenny Gaines.... Artie Kirks
- Clarence Clemons.... Cecil Powell
- Kathi McGinnis.... Ellen Flannery
- Adam David Winkler.... Jimmy Doyle Jr.
- Dick Miller... amo del Palm Club
- Frank Sivero... Eddie DiMuzio

## Argument
El Dia de la Victòria sobre el Japó de 1945, s'està fent una celebració massiva en una discoteca de la ciutat de Nova York, amb música proporcionada per l'⁣Orquestra Tommy Dorsey. Allà, el saxofonista egoista i persuasiu Jimmy Doyle (De Niro) coneix la cantant dels USO de poca importància Francine Evans (Minnelli), que, tot i estar sola, encara no vol tenir res a veure amb en Jimmy, que no deixa de molestar-la per aconseguir el seu número de telèfon.
L'endemà al matí, acaben compartint un taxi i, contra la seva voluntat, Francine acompanya Jimmy a una audició. Allà es discuteix amb el propietari del club. Francine, per recuperar l'audició, comença a cantar l'antic estàndard, You Brought a New Kind of Love to Me; Jimmy s'hi uneix amb el seu saxo. El propietari del club està impressionat i, per a sorpresa de Francine, els ofereix feina a tots dos. A partir d'aquest moment, la relació de Jimmy i Francine s'aprofundeix en una barreja d'obsessió i amor. Però hi ha problemes, principalment, la tendència de Jimmy a barallar-se amb els seus companys de feina, un comportament excessivament dramàtic i les seves discussions cada cop més violentes amb Francine, que queda embarassada. Una disputa especialment greu entre ells acaba amb Francine posant-se de part. Jimmy l'apressa a l'hospital, on dona a llum un nen. Però Jimmy no està preparat per ser pare ni bon marit, i abandona la seva dona, negant-se fins i tot a veure el seu fill nou nascut mentre marxa de l'hospital.

## Producció

### Desenvolupament
El productor Irwin Winkler, que acabava de portar Rocky als Oscars, havia adquirit els drets d'una història ambientada en l'època de les big bands i buscava un director per al projecte. Winkler i el seu soci Bob Chartoff van acceptar a Scorsese amb el suport de la United Artists. Scorsese volia rodar una pel·lícula musical amb decorats d'estudi a l'estil dels clàssics de Hollywood dels anys 40 i 50, amb personatges tan intensos com els de Mean Streets.

### Guió
Scorsese va voler començar el rodatge amb un guió inacabat d'Earl Mac Rauch. Mardik Martin, coguionista de Mean Streets i vell amic del director, amb l'ajuda de Julia Cameron, futura dona de Scorsese, es van encarregar de donar sentit a les interminables improvisacions entre Scorsese, De Niro i Minnelli. Scorsese s'havia casat amb Cameron el desembre del 1975, però la creixent dependència de Cameron a l'alcohol i la cocaïna, així com l'aventura pública de Scorsese amb Liza Minnelli durant el rodatge de la pel·lícula, van posar pressió sobre el matrimoni. Es van divorciar l'any següent, després que Cameron fos hospitalitzada amb un atac de nervis.
| «               | Marty va rebre el títol de 'rei de la improvisació' per part de la crítica després de Mean Streets i això li va fer pujar els fums al cap. Creia que no era necessari acabar el guió, que podia arreglar-ho tot en el plató quan comencés el rodatge. Segurament n'hi ha molts que treballen d'aquesta manera, però jo no podia. Va ser un autèntic malson; vaig estar escrivint fins al moment de filmar l'últim fotograma. | » |
| — Mardik Martin | |   |

## La pel·lícula, un fracàs relatiu
New York, New York va ser un fracàs pel que fa a la recaptació després de l'exitós Taxi Driver. El seu pressupost va ser de 14 milions de dòlars, una xifra colossal per a aquella època, i només va recaptar uns 13 milions de dòlars i aquesta rebuda decebedora va portar Scorsese cap a la depressió i a la drogoaddicció.
A Rotten Tomatoes, la pel·lícula té una valoració d'aprovació del 59% basada en 37 ressenyes. Segons el consens crític, «el virtuosisme tècnic de Martin Scorsese i la presència magnètica de Liza Minnelli són presents a New York, New York, tot i que la barreja d'aquest ambiciós musical amb un realisme punyent és una combinació que desorienta».
Quan s'estrenà la pel·lícula per primera vegada tenia una durada de 153 minuts. El fracàs de recaptació de la pel·lícula va obligar la companyia United Artists a retallar-la fins a 136 minuts. El 1981 se'n va fer una altra estrena després de restaurar les escenes esborrades, incloent-hi el número musical Happy Endings, que no apareixia a la primera versió. La durada total de l'edició en DVD és de 163 minuts. Un dels èxits d'aquesta obra, tanmateix, resultà ser la popularització ulterior del tema musical principal: New York, New York.

## New York, New York, la cançó
La cançó emblemàtica de la pel·lícula, New York, New York va conèixer el seu propi èxit quan el cantant famós Frank Sinatra va enregistrar una nova versió d'aquesta cançó el 1979. Aquesta melodia esdevingué un enorme èxit popular, i així és la versió de Sinatra la que roman associada a la ciutat de Nova York.

## New York-New York, el casino
El New York-New York és un dels grans "Hotel & Casino'" situat a l'Strip, la gran avinguda dels casinos de Las Vegas. La foto que il·lustra aquest article és una foto d'aquest casino.